# Кюркчилер
Кюркчилер (на гръцки: Κρήνη, Крини, до 1927 година Κιουρτσιλέρ, Киурцилер) е село в Република Гърция, разположено на територията на дем Бук (Паранести), област Източна Македония и Тракия.

## География
Селото е разположено на 200 m надморска височина източно от Караджакьой (Толос).

## История
В края на XIX век Кюркчилер е село в Драмска кааза на Османската империя. Съгласно статистиката на Васил Кънчов („Македония. Етнография и статистика“) към 1900 година Кюркчилеръ има 62 жители, всички турци. След Междусъюзническата война попада в Гърция.
След Първата световна война населението на Кюркчилер е насилствено изселено в Турция по силата на Лозанския договор, а в селото са настанени 20 семейства гръцки бежанци. В 1927 година името на селото е сменено на Крини. Към 1928 година селото е изцяло бежанско с 20 семейства и общо 83 души.
Населението произвежда тютюн, жито и други земеделски култури, а се занимава частично и със скотовъдство.
| Година    | 1913 | 1920 | 1928 | 1940 | 1951 | 1961 | 1971 | 1981 | 1991 | 2001 | 2011 | 2021 |
| --------- | ---- | ---- | ---- | ---- | ---- | ---- | ---- | ---- | ---- | ---- | ---- | ---- |
| Население | 97   | 77   | 59   | 21   | 155  | 152  | 112  | 75   | 17   | 22   | 70   | 15   |